# Olga Tustanowska
Olga Tustanowska (ur. 20 września 1917 w Alwerni, pow. chrzanowski, zm. 16 października 2005 w Szczecinie) – polski pedagog, nauczycielka matematyki, współorganizatorka pierwszych po II wojnie światowej placówek kształcenia nauczycieli na Pomorzu Zachodnim.

## Życiorys
W roku 1935 ukończyła Państwowe Gimnazjum Żeńskie w Tarnopolu, a następnie rozpoczęła studia na Wydziale Matematyczno-Przyrodniczym Uniwersytetu Jana Kazimierza we Lwowie. W latach II wojny światowej pracowała do roku 1941 w lwowskiej Średniej Szkole nr 1, a od roku 1941 – na Uniwersytecie Lwowskim.
Po zakończeniu wojny zamieszkała w Szczecinie, gdzie 10 czerwca 1946 r. została zatrudniona w Oddziale Kształcenia Nauczycieli Kuratorium Okręgu Szkolnego. Od 1 września 1946 r. była nauczycielką matematyki w nowym Liceum Pedagogicznym nr 1, utworzonym i kierowanym przez Bolesława Sadaja. Kontynuowała też studia na Uniwersytecie im. Adama Mickiewicza w Poznaniu, które skończyła w roku 1948.
Zajmowała stanowisko zastępcy dyrektora, a od roku 1958 – po objęciu przez Bolesława Sadaja stanowiska kuratora Okręgu Szkolnego Szczecińskiego – dyrektora Liceum. W tymże roku zorganizowała – obok LP nr 1 – II Studium Nauczycielskie (kształcenie nauczycieli na poziomie wyższym). Była dyrektorem II SN do roku 1971, a następnie – dyrektorem i nauczycielem matematyki w Korespondencyjnym Liceum Ogólnokształcącym w Szczecinie. 
W latach 1960–1966 pracowała społecznie w sekcji pedagogicznej Zarządu Okręgu ZNP.

## Odznaczenia
- Krzyż Kawalerski Orderu Odrodzenia Polski
- Złoty Krzyż Zasługi
- Srebrny Krzyż Zasługi
- Medal Komisji Edukacji Narodowej
- Odznaka tytułu honorowego „Zasłużony Nauczyciel PRL”
- Odznaka Honorowa Gryfa Pomorskiego